# Swap
Em finanças, swap (em português, 'permuta') é uma operação em que há troca de posições quanto ao risco e à rentabilidade, entre investidores. O  contrato de troca pode ter como objeto moedas, commodities ou ativos financeiros.
Swap é um contrato derivativo. Pode ser usado para proteção (hedge ou seguro) ou como investimento especulativo. Nesse tipo de contrato, os investidores se comprometem a pagar a oscilação de uma taxa ou do valor de um ativo. Por exemplo, no caso do contrato cambial, considera-se a variação na cotação do dólar americano. Quando um investidor realiza a chamada swap cambial reversa, por exemplo (isto é, troca CDI, em reais, pela variação cambial em dólares), ele também pode ter um ganho adicional, referente à taxa do cupom cambial: o Contrato Futuro de Cupom Cambial é um instrumento de proteção do investidor contra  diferenças entre a variação da taxa de juro (em dólar) esperada e a realizada no período do investimento, e tem como referência o prêmio pago ao investidor, em moeda americana, que assume o risco de investimento em moeda brasileira.

## Tipos
As swaps mais comuns no mercado brasileiro são:
- swap de taxa de juros: troca da taxa de juros prefixados por juros pós-fixados (conforme a variação dos CDIs, por exemplo, que é um ativo financeiro corrigido pela taxa diária de juros) ou o inverso, para quem quer evitar o risco de uma futura alta nos juros.

- swap cambial: troca de taxa de variação cambial (variação do preço do dólar americano) por taxa de juros pós-fixados. Também conhecida como hedge (cobertura de risco) cambial, a swap cambial é uma operação de câmbio em que há simultaneamente a compra e a venda de moedas. Os valores iniciais, ou seja, o tamanho do contrato, os indicadores e a data de vencimento são livremente pactuados entre as partes.

## Motivação
Para entender a necessidade de um contrato de swap, cite-se por exemplo:
1. a empresa A é uma exportadora, que tem receitas em dólares e dívidas em moeda local, corrigidas por juros pós-fixados. Exemplos da empresa A podem ser produtores do ramo de aviões na França, que produzem localmente a partir do Euro e recebem em dólar. Esta empresa quer trocar o "risco de juros pós-fixados" pelo "risco cambial" (relativo à variação do dólar), ou seja, seu objetivo no contrato de swap é de proteção contra riscos referentes à variação da taxa de juros;
2. a empresa B é uma varejista (português brasileiro) ou retalhista (português europeu) nacional importadora, cujas dívidas são atreladas ao dólar e cujas receitas - em moeda local - são aplicadas no mercado e remuneradas a uma taxa de juros pós-fixada. Esta empresa quer justamente o oposto: trocar seu risco cambial pelo risco referente à variação da taxa de juros.

As duas empresas podem, então, fazer um contrato de swap, com intermediação de uma instituição financeira, para fazer a troca.
É possível também que o contrato de swap envolva apenas uma empresa e um banco. No caso da empresa exportadora, o banco assumiria o risco em dólar e, em troca, o exportador teria os juros do DI, por exemplo. 
Outra operação muito comum é a de quem tem uma dívida pós-fixada e quer evitar o risco de uma alta nos juros. Nessa situação o devedor procura um banco, que aceita a troca da taxa pós-fixada por uma taxa prefixada e assume o risco, mas também cobrará uma taxa de juros um pouco mais alta do que a de mercado para neutralizar o risco que está correndo.

## No Brasil
Após acertados os termos do negócio, o contrato deverá ser registrado na CETIP ou na B3, conforme o caso. Na CETIP, os contratos são feitos sem garantia. Já a BM&F oferece a alternativa dos contratos terem garantias, que podem ser depositadas na própria Bolsa pelos envolvidos na operação. De acordo com a regulamentação do Banco Central, podem ser usados como índices nesses contratos, taxas de juros, índices de preços, taxas de câmbio e ouro. Os  mais utilizados são o DI, o dólar comercial e flutuante, IGP-M, IGP-DI, ouro, taxa de juros prefixada, taxa SELIC, TR, TBF e TJLP.
No leilão de contratos de swap cambial reverso, as instituições financeiras que compram esses contratos recebem uma taxa de juros. O Banco Central, que vende os papéis, ganha a variação cambial do período de validade dos contratos.
Quando intermediados por instituições financeiras, os contratos de swap estão sujeitos à incidência de IOF e IR, conforme tabelas fornecidas pela Receita Federal. De um modo geral, a alíquota do IOF é decrescente, em função do prazo de permanência do contrato.